# Doctor Who Adventures
Doctor Who Adventures — журнал, посвящённый британскому научно-фантастическому телесериалу «Доктор Кто». Выходит под издательством Immediate Media Company и нацелен на 6-13 летнюю аудиторию. Журнал впервые вышел 5 апреля 2006 года Первоначально выходил каждые две недели, но с 2008 года стал публиковаться еженедельно. В 2013 году снова стал издаваться раз в две недели.

## История
Первый номер журнала вышел 5 апреля 2006 года. В него входили разные факты, головоломки, новости и многое другое. Цена одного номера составляла £1.99, но начиная с выпуска 34 цена поднялась до £2.10, специальный 45 номер журнала продавался за £2.99. Журнал является альтернативой Doctor Who Magazine и направлен на молодую аудиторию.

## Постоянные рубрики (начиная с выпуска 313)
- Contents — страницы 2-3, включает в себя приветствие от Доктора, содержание и «Monster Watch».
- This Week/Who News — страницы 4-5, включает в себя секреты о новом эпизоде или последние новости сериала.
- Facts — страницы 6-7, включает в себя факты о конкретном монстре, инопланетянине, гаджете или человеке.
- Puzzles — страницы 8-9, включает в себя много различных головоломок.
- Letters (Doctor, Doctor/Monster Mail) — страницы 10-11, включают в себя письма к Доктору от читателей. На странице 11 есть раздел под названием Monster Mail, в котором печатаются письма к разным монстрам.
- Competitions — страницы 12-13, включает в себя много различных конкурсов со множеством различных призов.
- Alien Babies — страница 14, является одной страницей комикса, который рассказывает о питомнике, состоящем из младенцев инопланетян, под управляют Дориума Мальдовара.
- Whoniverse Collection — страницы 15-16, разделена на части, которые выпускаются по одной в каждом выпуске. Когда все части собраны, можно сделать mini mag.
- Advertisement — страница 17, реклама.
- Poster — середина журнала (страницы 18-19), постер на две страницы.
- Puzzles — страница 20, одна простая головоломка.
- Comic Strip — страницы 21-24, комикс.
- Fun — страница 25, развлечения.
- LOLS! — страница 26, включает в себя анекдоты и смешные рассказы о монстрах.
- The Doctor’s Guide To The Galaxy! — страница 27, в ней Доктор дает читателю информацию об определенной планете.
- Behind The Scenes — страницы 28-29, рассказывает читателю о том, как производители делали монстров, установки, опоры и т. д.
- Where’s The Doctor? — страницы 30-31, подобие Where’s Wally, где читатель должен найти Доктора и его друзей и инопланетян.
- Letters (You Who) — страницы 32-33, содержит письма, отправленные читателем.
- Poster 2 — страница 34, постер на одну страницу.
- Next Time — последняя страница журнала (страница 35), рассказывает читателю, что в следующем номере, и дату его выхода.